# A Song for the Lovers
«A Song for the Lovers» —en español: «Una canción para los amantes»— es una canción del cantante inglés Richard Ashcroft. 
Apareció en primera instancia en el sencillo "A Song for the Lovers" el 3 de abril de 2000, y luego en el álbum Alone with everybody en junio de 2000, siendo el track #1 en ambos.

## Lista de canciones
- CD HUTCD128, 12" HUTT128, Casete HUTC128

1. "A Song for the Lovers" – 5:39
2. "(Could Be) A Country Thing, City Thing, Blues Thing" – 6:33
3. "Precious Stone" – 5:23

## Video musical
El video, de estilo narrativo, fue lanzado en MTV en mayo de 2000.
Está filmado de manera que todos los sonidos que ocurren en el mismo son audibles por sobre la música, dando la sensación de estar presenciando los eventos en forma real.
A lo largo del video pueden escucharse dos voces: la de la canción principal, y la de Richard cantando en off algunos pasajes de la misma.
En él se observa a Richard en un cuarto de hotel, con el torso al descubierto, recién salido de la ducha. Allí, enciende el equipo de música y comienza la canción.
Luego se suceden una serie de eventos: habla por teléfono, se lava las manos en el baño, se peina, sale al pasillo, regresa al cuarto, recibe comida del servicio de habitación y come mientras canta. Luego pulsa el botón de pausa y la música se detiene. Vuelve a pulsar pausa, para continuar con la música y regresa al baño.
La situación continúa hasta el final del video, donde un paneo de la cámara muestra a Richard en la puerta del baño, volviendo a entrar al mismo.